# 東京都立世田谷泉高等学校
東京都立世田谷泉高等学校（とうきょうとりつ せたがやいずみこうとうがっこう）は、東京都世田谷区北烏山九丁目に所在する都立高等学校。

## 教育課程
- 定時制課程
  - 総合学科
    - 生活・福祉系列
    - 製作・技術系列
    - 創作・表現系列

ただし、これらの系列は科目を大きく分類する時の呼称であって、生徒がいずれかの系列に属したり、系列ごとに最低履修単位数が定められているわけではない。どの系列の科目も選択履修することが可能である。

## 概要
都立高校再編の一環として、2001年4月に代々木高校（三部制・定時制）・烏山工業高校（全日制）・明正高校（定時制課程のみ）の3校が統合され、開校した。
校舎は、元東京都立烏山工業高校のものを使用している。
総合学科で、午前・午後・夜間の三部制のチャレンジスクールである。3年から4年かけて74単位を取得し卒業する。在籍可能年限は6年間。私服校である。体育着、および工業系科目での作業着は指定。ただし、作業着は安全面等の基準を満たしていると認められれば指定のものでなくともよい。
チャレンジスクールの本旨により、中学まで不登校傾向であったり、高校を中退した生徒なども想定し、入学時の学習水準では「過去は問わない」としている。そのため、主要科目においては、高校の指導要領レベルではなく、中学レベルから学べる科目も開講されている。

## 沿革

### 旧：代々木高等学校

#### 統合・開校
1997年9月12日に決定された都立高校改革推進計画に伴い、2001年4月に烏山工業高校、代々木高校および明正高校の定時制課程を加えた3校を統合し、支援教育を行うチャレンジスクールとして開校された。

## 入学試験
入学試験は志願申告書も点数化するが、主に作文と面接で行われている。学科試験は行っていない。
前期試験と後期試験があり、前期試験は例年2倍ほどの倍率である。後期試験の倍率は3倍を超えることが多い。午前・午後・夜間で試験は同じである。合格しても必ず希望の時間帯に入れる訳ではない。

## 学校行事
- 4月 - 入学式・オリエンテーション・一斉委員会・一斉部会
- 5月 - 生徒総会・体育祭
- 6月 - 遠足（1・4年次）・修学旅行（3年次）
- 7月 - 前期考査・進路体験学習
- 8月 - 部活動合宿（希望者のみ）
- 10月 - 前期終業式・期間休業日・後期始業式（終業式から始業式まで含めて1週間ほど）・華泉祭
- 11月 - 芸術鑑賞教室・中間考査
- 12月 - 受講登録説明会
- 1月 - 受講登録締切
- 2月 - 後期考査・学習成果発表会
- 3月 - 卒業式・映画鑑賞教室

## 学校生活
午前・午後・夜間の区分はⅠ部、Ⅱ部、Ⅲ部と呼称し、それぞれⅠ部生、Ⅱ部生、Ⅲ部生と呼ばれる。体育祭は、この部毎の対抗で行われる。
単位制のため、一部の例外を除き、履修登録時の選択によって生徒一人ひとりの時間割が異なる。
通常授業時は部毎登校であるが、全校行事などの際は一斉登校（午後である場合が多い）となる。
教員の勤務時間は午前・午後（A勤務）と午後・夜間（B勤務）に分かれている。ただし、事務を取り扱う経営企画室は午前～午後である。
通常授業時は、1 - 4限（Ⅰ部授業時間帯）、昼休み、5 - 8限（Ⅱ部授業時間帯）、夕休み、9・10限・給食・11・12限（Ⅲ部授業時間帯）である。Ⅰ部生は5 - 8限、Ⅱ部生は3・4限および9・10限、Ⅲ部生は5 - 8限に開講されている科目を履修することが可能である。なお、授業は一部の科目を除き、休憩を挟んで2限続きで行われる。
部長会や委員会は、昼休み（午前・午後の生徒対象）と夕休み（夜間の生徒対象）というように同日に2度に分けて行われることが多い。一斉登校日に合わせて行われることもある。
各考査は評価期間と呼ばれ、試験はその科目の通常の時間割と同じ時間内に行われる。実技科目では製作物提出や実演、工業科目ではレポートが、ペーパーテストの代わりに課されることが多い。

## 学園祭
華泉（かせん）祭と呼ばれ10月末に2日かけて行われている。

## 設備
校舎は、元東京都立烏山工業高校の校舎を増改築して、地上4階立て(一部3階立て、2階立て)の校舎はA棟からG棟まであり、工場棟（案内図には工業棟やQ棟との表記も見られる）、挌技棟（案内図では武道場棟と書き換えられている）、体育館がある。体育館と挌技棟以外の校舎は全て渡り廊下で繋がっており、車椅子等に対応している。校舎内にエレベーターが1基あるが、障害者および備品移動専用である。生活・福祉系列でよく使用される施設として、保育実習室、介護実習室、調理実習室、被服実習室などがある。
また、創作・表現系列の科目で使用される設備に、美術室の他に写真スタジオ、暗室、造形室、デザイン室、陶芸実習室、音楽室、演奏室などがある。和室は生活実践の授業や茶道部の活動のほかに、音楽での箏曲の授業でも使用される。
製作・技術系列の科目で使用される設備は主に工場棟内の、機械加工実習室、塑性加工実習室、木工実習室、原動機実習室、CAD室などがあり、実習室では機械（旋盤、フライス盤、ボール盤、溶接機など）も頻繁に使用される。パソコン関連の部屋も多い。また、製図室、メカトロ室などがある。

## 部活動
運動部
- サッカー部
- 柔道部
- 卓球部
- ダンス部
- テニス部
- トレーニング部
- 軟式野球部
- バスケットボール部
- バドミントン部
- 男子バレーボール部
- 女子バレーボール部
- 陸上競技部
- ビリヤード同好会
- 剣道部

文化部
- イラスト部
- 映画研究部
- 園芸部
- 音楽部
- 茶道部
- 写真部
- 自動車部
- 手芸部
- 書道部
- 中国語部
- 陶芸部
- 美術部
- ボランティア部
- ロボット部
- 和太鼓部
- 演劇同好会
- 文芸同好会
- 囲碁同好会

## 所在地・アクセス
- 京王線千歳烏山駅より徒歩15分、またはバス「昭和大学付属烏山病院」下車 徒歩5分
- JR中央線・京王井の頭線吉祥寺駅よりバス「ときわ橋」下車 徒歩5分